# Julius Neukirch
Julius Neukirch (ur. ok. 1850, zm. 28 maja 1917 w masywie Ötscher) – austriacki prawnik.

## Życiorys
Do końca życia pełnił stanowisko jednego prezydentów Senatu w Najwyższym Trybunale Kasacyjnym w Wiedniu.
W sobotę przed Zielonymi Świątkami 1917 wraz z żoną wybrał się w Góry Oetscherskie (zob. Ötscher, Dolna Austria), zamieszkał w hotelu, skąd odbywał wycieczki bardziej stanowiące spacery niż wspinaczkę. W poniedziałek 27 maja o godz. 14 wybrał się po raz kolejny, tym razem w okolice wodospadu Lassingfall w celu herboryzacji (tj. zbierania kwiatów). Wówczas zniknął i początkowo był uznawany za zaginionego, a poszukiwania nie przynosiły efektu. 
Jego ciało, ze śladami roztrzaskanej czaszki, odnaleziono 1 czerwca w pobliżu jaskiń masywu Ötscher w wąwozie Ötschergräben. Przyjęto, że doznał upadku podczas próby zerwania kwiatów wawrzynka główkowego. Za datę śmierci przyjęto 28 maja 1917. Miał 67 lat.

## Odznaczenia
- Krzyż Kawalerski Orderu Leopolda (1912)[7][1]
- Medal Honorowy za Czterdziestoletnią Wierną Służbę[1]
- Medal Jubileuszowy Pamiątkowy dla Cywilnych Funkcjonariuszów Państwowych[1]
- Krzyż Jubileuszowy dla Cywilnych Funkcjonariuszów Państwowych[1]